# Meczet w Dowbuciszkach
Meczet w Dowbuciszkach – nieistniejący obecnie drewniany meczet tatarski znajdujący się niegdyś we wsi Dowbuciszki w rejonie smorgońskim obwodu grodzieńskiego, noszącej obecnie nazwę Dowbuczki.
Początki osadnictwa tatarskiego w okolicach Dowbuciszek sięgają XV w. a pierwsza wzmianka o meczecie w tej wsi pochodzi z 1588 r. Tatarzy na Smorgońszczyźnie byli przeważnie zamożnymi ziemianami, a gmina muzułmańska w Dowbuciszkach jeszcze w XVIII – pocz. XIX w. była jedną z najliczniejszych i najbogatszych w Wielkim Księstwie Litewskim. Tatarzy z tej gminy płacili na jej rzecz specjalny podatek, ustanowiony w 1802 r. przez mułłę Jakuba Lebiedzia. Ponadto na rzecz meczetu wpływało tzw. "pososzne" – opłata dwóch złotych od każdej sochy. Majątek gminy powiększały też osobiste nadania; m.in. w 1805 r. miejscowy ziemianin Jan Kryczyński przekazał pisemnie muezinowi meczetu w Dowbuciszkach Jakubowi Radkiewiczowi w wieczyste użytkowanie zabudowania, pola i ogrody.
Meczet wzniesiony został w 1735 r. Pierwotnie znajdował się we wsi Sielec w powiecie smorgońskim, a do Dowbuciszek przeniesiony został dopiero w XIX w., gdy poprzedni tamtejszy meczet rozpadł się ze starości. Autorytet gminy dowbuciszkowskiej zadecydował wówczas o przyłączeniu do niej gminy sieleckiej i przeniesieniu meczetu, jako że na wybudowanie jeszcze jednej nowej świątyni nie starczyło już sił ani środków.
Wybudowany na muzułmańskim cmentarzu meczet był budowlą konstrukcji zrębowej, oszalowaną, na planie niemal kwadratu. Składał się, jak wszystkie meczety tatarskie, z dwóch części: męskiej i kobiecej. Pokryty był czterospadowym dachem z którego wyrastała zajmująca niemal całą jego powierzchnię olbrzymia, sferyczna w zarysie, a graniasta w przekroju kopuła, pozbawiona bębna i otworów okiennych, ozdobiona kulą i iglicą, na której znajdował się blaszany półksiężyc. Wejścia do obu części meczetu znajdowały się od strony zachodniej. Ocieniał je pulpitowy daszek wsparty na drewnianych, kręconych kolumienkach. Dodatkowo nad wejściem do części kobiecej znajdował się niewielki ganek z trójkątnym tympanonem. Od południa do budynku meczetu przylegała niewielka przybudówka w formie apsydy mieszcząca mihrab, do północno-zachodniego naroża natomiast – niewielki, nie przewyższający kopuły minaret na planie prostokąta, wsparty na takich samych kolumienkach jak ganek, pokryty namiotowym dachem z kulą i półksiężycem. Górna część minaretu była nieco węższa od dolnej. Minbar liczył sobie aż dziesięć stopni, co rzadko spotykało się nawet w znacznie okazalszych meczetach. Meczet różnił się znacznie od innych miejscowych meczetów, naśladujących architekturę kościelną lub cerkiewną, łącząc w harmonijny sposób tradycje miejscowego budownictwa drewnianego z cechami architektury osmańskiej (założenie na planie kwadratu, kopuła i narożne usytuowanie minaretu, który wyglądem przypominał jednak kościelną dzwonnicę).
W 1928 r. meczet został objęty ochroną państwową.
Działania wojenne oszczędziły meczet. Z racji peryferyjnego położenia uniknął on również planowego zniszczenia w czasach radzieckich. Jednak nieużytkowany i pozbawiony opieki ulegał postępującej dewastacji. W latach 70. zawalił się dach z kopułą. Na poły zrujnowany przetrwał aż do 1991 r. Został wówczas rozebrany i przewieziony do skansenu ludowej architektury drewnianej w Stroczycy koło Mińska z zamiarem rekonstrukcji, co jednak, ze względu na brak środków, po dziś dzień nie nastąpiło. Na miejscu meczetu pozostały jedynie fundamenty i murowane schodki prowadzące dawniej do wejść do obu części świątyni.
Społeczność tatarska Białorusi postuluje od lat odbudowę meczetu. W sierpniu 2001 r. na mizarze we wsi Dowbuczki miał miejsce tradycyjny tatarski zjazd, na którym poruszono problem rekonstrukcji dowbuciszkowskiego meczetu. Uczestnicy zjazdu wyrazili nadzieję, że w najbliższej przyszłości odbudowany meczet stanie się ważnym pomnikiem życia kulturalnego i religijnego społeczności tatarskiej Białorusi.
W ostatnim czasie Rada Republiki wydała uchwałę o wyasygnowaniu z budżetu państwa środków na odbudowę trzech najstarszych meczetów Białorusi, w tym meczetu w Dowbuciszkach.